# Environmental Media Awards
Gli Environmental Media Awards sono un premio assegnato ogni anno dalla Environmental Media Association ai film ecologisti che apportano un importante messaggio ambientalista e di lotta contro il degrado ambientale.
L'Environmental Media Association (EMA) è una organizzazione non-profit creata nel 1989, che ritiene "che attraverso la televisione, il cinema e la musica, la comunità di intrattenimento ha il potere di portare la coscienza ambientale a milioni di persone".